# George Bovell
George Richard Lycott Bovell III (ur. 18 lipca 1983) – trynidadzko-tobagijski pływak, specjalizujący się w stylu zmiennym, brązowy medalista igrzysk olimpijskich i mistrzostw świata, były rekordzista globu na krótkim basenie, pięciokrotny olimpijczyk.
W 2004 roku na igrzyskach olimpijskich w Atenach zdobył brązowy medal na dystansie 200 m stylem zmiennym.
Jest synem Barbary Bovell (wcześniej Bishop), pochodzącej z Barbadosu lekkoatletki, która w wieku 16 lat zadebiutowała na Letnich Igrzyskach Olimpijskich 1972 w Monachium. Biegała na dystansie 400 m.
Jego bratem jest Nick Bovell, również pływak.